# Sint Eustatius (plantage)
Sint Eustatius, ook wel Eustachius, in Sranantongo: Babun, is een voormalige suikerrietplantage aan de Surinamerivier in de kolonie Suriname. 

## Naam, locatie en omvang
De plantage is — net als het gelijknamige Bovenwindse Eiland — genoemd naar de heilige Eustachius van Rome.
De suikerplantage lag aan de Surinamerivier rechts in het afvaren; grenzend stroomopwaarts aan suikerplantage Claverblad, stroomafwaarts aan suikerplantage Sint Barbara. 
In de 19e eeuw was Sint Eustatius ongeveer 1000 Surinaamse akkers groot, dat is gelijk aan 430 hectare. 

## Eigendomssituaties
(naar jaar)
- 1737: Scholts
- 1770: Erven Sultz
- 1819: Boedel A.R. Jolles
- 1835: Erven A.R. Jolles en R. le Chevalier
- 1863: R. le Chevalier
- 1876: Onbekend
- 1907: C.Th. Van Lierop (gedeelte)
- 1932: Erven R.J. Meynhar (gedeelte)

## Manumissies, emancipatie en verder
In 1852 werd Henriette, een 21-jarige slavin gemanumitteerd. Zij was de dochter van Antje, die als slavin bleef toebehoren aan plantage St. Eustatius.
In 1862, aan de vooravond van de daadwerkelijke afschaffing van de slavernij in Suriname, werden nog eens twee personen vrijgegeven, te weten Carolina Martina en haar zoontje Johan.
Bij de wettelijke emancipatie in 1863 werden op plantage St. Eustatius 105 personen vrijgemaakt, waarbij 30 nieuwe familienamen werden geboekstaafd, te weten:  Akkerland, Dankoor, Dekenberg, Duur, Fartman, Gevaar, Gieterman, Gundel, Gutberg, Hafman, Harteweide, Kalmus, Kamp, Klemberg, Korf, Krisis, Moolsteen, Nutsel, Pekel, Reisger, Schalijk, Soden, Souwerstein, Traag, Tijfel, Uitland, Uitzigt, Wiedland, Wilgenblad, Ijzendijk.
De kinderen van Sint Eustatius gingen per 1870 naar een gouvernements-schooltje op plantage Sint Barbara, waar ook kinderen van de plantages Merveille en Maagdenburg les kregen.
In 1874, na beëindiging van de periode van staatstoezicht, werd aan L. Rivier toestemming verleend het beroep van 'winkelierster' en 'vettewarierster' uit te oefenen. Deze vergunning ging in 1896 over naar J.N. d'Agrella.
In 1876 werd de plantage verkocht, onbekend aan wie, waarbij afgezien werd van het recht van naasting. In 1907 kocht dhr. C. Th. Van Lierop 'een perceel land van plantage Sint Eustatius'. Er was toen al geen sprake meer van export-gerelateerde suikerteelt. Om de rijstteelt te inspecteren bracht de Gouverneur van Suriname, Gerard Johan Staal, in 1918 een bezoek aan de (voormalige) plantagegronden van  La Rencontre, Domburg en Sint Eustatius. Op Sint Eustatius had, zo schrijft het Koloniaal Nieuwsblad, 'de nijvere creolen-familie Vrugtboom met gouvernementssteun een welgelukte rijst-aanplant tot stand gebracht. Deze familie heeft de eer van de creool helpen redden en het bewijs geleverd dat de Creool, mits behoorlyk geleid, zeker iets goeds tot stand kan brengen.'
In 1932 en in 1950 volgden ook nog verkopingen van gedeelten van het voormalige plantageterrein. Tot in 1954 werd nog van 'plantage Sint Eustatius' gesproken in de Surinaamse nieuwsvoorziening.